# Avtozavodskaja
Avtozavodskaja (ryska: Автозаводская, Bilfabriken) är en tunnelbanestation på Zamoskvoretskajalinjen i Moskvas tunnelbana.
Stationen har fått sitt namn av den närliggande bilfabriken Zavod Imeni Lichatjeva där ZIS- och ZIL-limousinerna byggs. Stationen öppnades år 1943, några månader innan tunnelbanestationerna Novokuznetskaja och Paveletskaja.
Stationens arkitekt är Aleksej Dusjkin. Både de höga pelarna och väggarna är klädda med rosa marmor. På stationen finns åtta mosaiker föreställande händelser från andra världskriget.
I februari 2004 exploderade en bomb vid ett terrorattentat på ett tåg mellan Avtozavodskaja och Paveletskaja. Mer än 40 människor omkom.